# Viktorka (usedlost)
Viktorka je zaniklá usedlost v Praze ve východní části Žižkova na východním konci Nákladového nádraží Žižkov (původní katastr Strašnice). Je po ní pojmenována ulice Na Viktorce a hostinec.

## Historie
V nejvýchodnější části Žižkova byla hospodářská usedlost založena až roku 1873. Od konce 19. století ji vlastnil Viktor Kos (1858–1911), který zde provozoval cihelnu a po kterém získala jméno. Na západě sousedila s Direktorkou a Vápenkou, na východě s místem zvaným Vackov.
Zánik
Usedlost zanikla po roce 1945 při rozšiřování Nákladového nádraží Žižkov.